# Ausbesserungswerk Offenburg

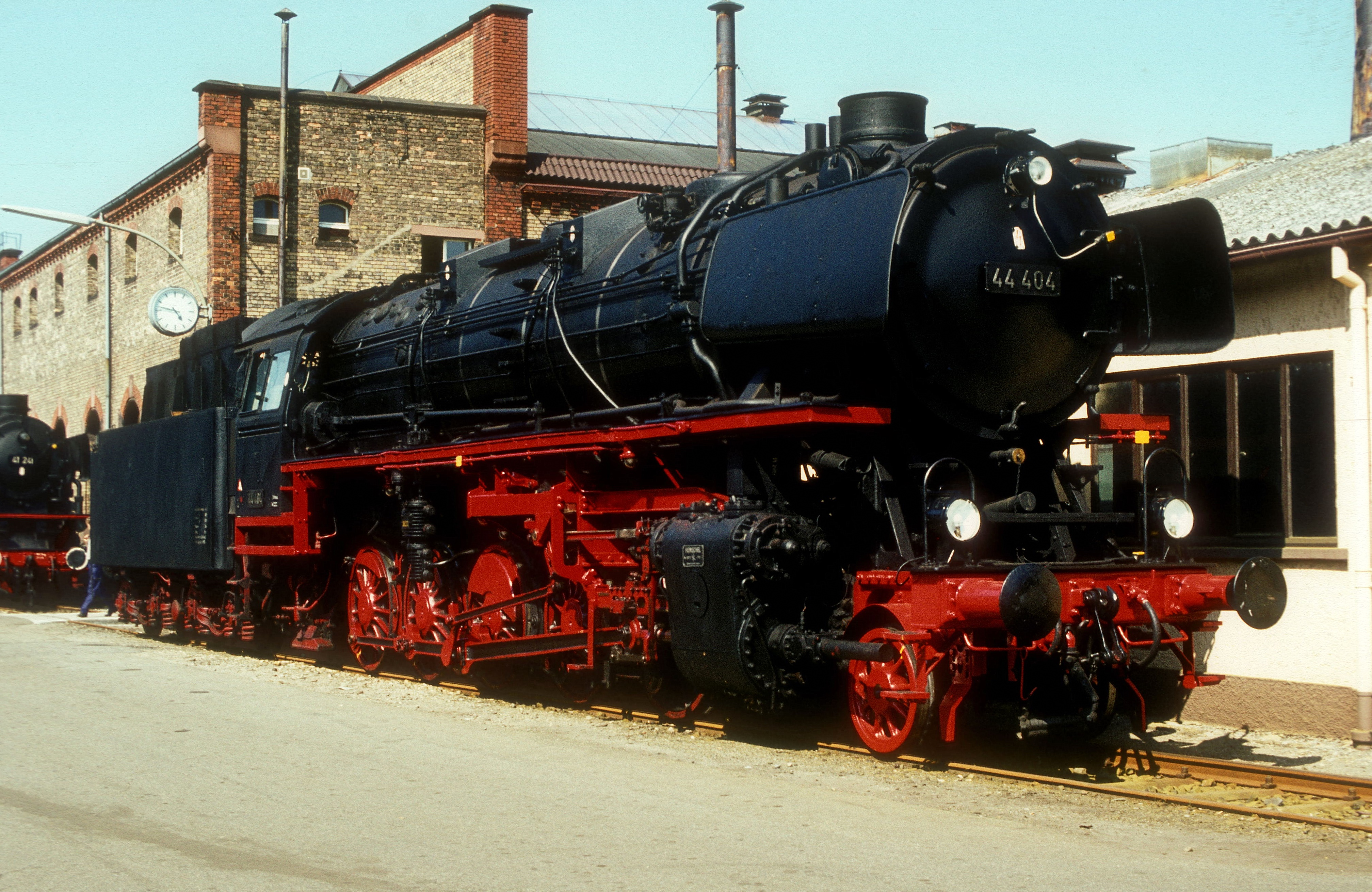
Dampflok 44 404 zum Jubiläum 1984

Das Ausbesserungswerk (Aw) Offenburg war eine Eisenbahnwerkstatt in Offenburg, die 1906 bis 1909 erbaut wurde und bis 1992 in Betrieb war. Es lag in der Nähe des Güterbahnhofes Offenburg. Es ersetzte die Lokomotiv- und Wagenwerkstätte von 1844 am Personenbahnhof entlang der Rammersweierstraße, für die es keine Erweiterungsmöglichkeiten gab sowie die 1891 errichtete Werkstättenanlage, die aus zwei 4-ständigen Rechteckhallen bestand, welche mit einer Schiebebühne miteinander verbunden waren.

## Betrieb

### Errichtung der neuen Werkstätten-Anlage ab 1906
Aufgrund der dynamischen Entwicklung des Eisenbahnverkehrs, aber auch der zunehmenden Bedeutung Offenburgs als Eisenbahnknotenpunkt seit Inbetriebnahme der Schwarzwaldbahn, wurde die gegenüber dem Personenbahnhof gelegene alte Anlage aus dem 19. Jahrhundert den Anforderungen zu Beginn des 20. Jahrhunderts nicht mehr gerecht. Festgestellt wurde dies durch die Großherzogliche Eisenbahnbauinspektion in einem Bericht aus dem Jahre 1904. Um 1900 hatte jeder Zug in Offenburg Lok- und Personalwechsel, und weit über 100 Dampflokomotiven hatten in Offenburg ihren Heimatbahnhof. Daher wurden ab 1906 nordöstlich des alten Geländes, westlich der Rammersweierstraße, umfangreiche neue Anlagen erstellt, von denen die größten die zwei Richthallen (Lok-Richthalle I und Tender-Richthalle, die Lok-Richthalle II wurde erst 1925 errichtet) waren. Im Sommer 1909 wurde das alte Werkstattgebäude gegenüber dem Personenbahnhof abgerissen, während das neu errichtete Ausbesserungswerk am 1. April 1909 seinen Betrieb aufgenommen hat.

### Französische Besetzung 1923/24
Der im Rahmen der Rheinlandbesetzung 1923/24 ebenfalls besetzte Brückenkopf Kehl umfasste auch das Gebiet der Stadt Offenburg, wo nicht nur die Badische Hauptbahn unterbrochen wurde, sondern auch der Betrieb im Ausbesserungswerk durch die französische Besatzung, auch mittels Repressalien gegen die Mitarbeiter, stillgelegt wurde.

### Dampflokausbesserung
In den 1920er Jahren erfolgte durch Rationalisierungsbestrebungen der Reichsbahn eine Spezialisierung des Aw Offenburg zum Werk für die Instandsetzung von Dampfloks. Die Lok-Richthalle II wurde im Jahr 1925 erstellt und stellte mit den Maßen 171,5 × 30 Meter den dritten bedeutenden Einzelbau des Aw dar. Bereits 1932 waren im damaligen Reichsbahnausbesserungswerk (RAW) 458 Mitarbeiter beschäftigt. Das RAW Karlsruhe-Durlach wurde dem RAW Offenburg als Ausbildungsabteilung unterstellt. Bei der Neubildung des Werkstattbezirkes Stuttgart (GDW) im Jahre 1936 wurde das Ausbesserungswerk Stuttgart unterstellt. In seiner Blütezeit (1952) waren hier 1.372 Arbeiter beschäftigt. Insgesamt wurden bis 1972 über 20.000 Dampflokomotiven ausgebessert, allein im Jahre 1952 waren es 490 Lokomotiven.
Zum 75-jährigen Jubiläum 1984 wurden viele Lokomotiven und Dienstfahrzeuge ausgestellt.
Nach Ende der planmäßigen Dampflokunterhaltung wurden zur Jubiläumsfeier 1985 „150 Jahre Deutsche Eisenbahnen“ im Jahr 1984 noch einmal einige Dampflokomotiven wie die 50 622 und der historische „Adler“ des DB Museums aufgearbeitet.

### Die Zeit nach der Dampflokausbesserung
Der zunehmende Bedeutungsverlust der Dampftraktion durch die voranschreitende Elektrifizierung von Strecken der Deutschen Bundesbahn seit dem Ende der 1950er Jahre schlug sich in der Auftragslage für das Aw Offenburg nieder, so dass man sich bahnintern andere Geschäftsfelder erschließen musste. Es entstand eine Spezialisierung auf den Bau von Schwerlastschienenkränen, Schneeräumfahrzeugen und anderen Bahndienstfahrzeugen sowie Stahlkonstruktionen für Bahnhöfe. Hierbei entstanden große Bestandteile der Überdachungen des Bahnhofs in Mannheim und das Vordach des Hauptbahnhofes in München.

## Gebäude und Anlagen

### Baustil
Die bekanntesten Gebäude entstanden von 1906 bis 1909. Diese Gebäude wurden im Stil der Gründerzeit errichtet und sind charakteristisch für die kathedralenartige Industriearchitektur dieser Zeit. Beide große Richthallen besaßen Glasdächer, sodass die Gebäude von Tageslicht beleuchtet wurden.

### Schäden durch Luftangriffe im Ersten und Zweiten Weltkrieg
Durch Luftangriffe in beiden Weltkriegen trugen die Gebäude des Aw Schäden davon.

#### Erster Weltkrieg
Bereits im Verlauf des Ersten Weltkrieges war das Ausbesserungswerk Ziel von strategischen Bombenangriffen der noch in den Kinderschuhen steckenden Luftstreitkräfte der Entente. Der erste Angriff auf die Bahnanlagen fand am 23. August 1915 statt. Im letzten Kriegsjahr 1918, insbesondere im Juli 1918, erreichten die Angriffe der Independent Force ihren Höhepunkt. So erzielten die Flieger der 55. Squadron am 11. Juli 1918 einen direkten Treffer auf das 1904 in Betrieb genommene Elektrizitätswerk. Am 22. Juli 1918 erhielt das Bahnhofsgebäude durch Bomben der 99. Squadron einen schweren Treffer, ebenso das Ausbesserungswerk. Die Bahnanlagen Offenburgs, und damit auch das Ausbesserungswerk Offenburg, gehörten somit zu den ersten Zielen, die weit hinter einer militärischen Front am Boden aus der Luft angegriffen worden sind.

#### Zweiter Weltkrieg
Während des Zweiten Weltkrieges waren die Anlagen mehrfach das Ziel von Luftangriffen, von denen die schwersten am 6. September 1943 und am 27. November 1944 durch die USAAF erfolgten. Nach dem schwersten Angriff im November 1944 wurden die Zerstörungen innerhalb des Reichsbahnausbesserungswerkes (RAW) wie folgt eingestuft: Kesselhaus und Elektrizitätswerk zu 90 %, Tenderwerkstätte südlicher Teil zu 100 %, Lokrichthalle südöstlicher Teil zu 100 % und Kesselschmiede zu 30 %.
Am 14. April 1945 wurde das RAW durch die Kriegseinwirkungen und die vorangegangene Räumung stillgelegt.

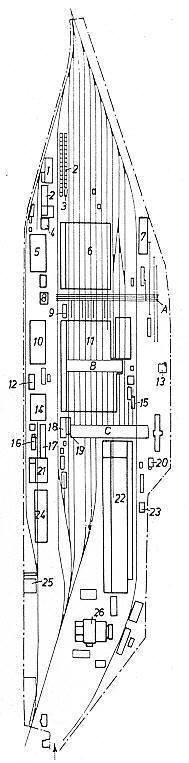
Lage- und Gleisplan der Gebäude

Legende zum Lageplan Aw Offenburg 1952
| Nr. im Lageplan | Einrichtung                    | Nr. im Lageplan | Einrichtung                      |
| --------------- | ------------------------------ | --------------- | -------------------------------- |
| 1               | Tischlerei                     | 16              | Öllager                          |
| 2               | Altstofflager                  | 17              | Eisenlager                       |
| 3               | Schrauben-Aufbereitung         | 18              | Rohrlager                        |
| 4               | Feuerlösch-Geräteschuppen      | 19              | Anheizstand                      |
| 5               | Schmiede                       | 20              | Azetylengasanlage                |
| 6               | Tenderrichthalle               | 21              | Vorrichthalle/Schamottsteinlager |
| 7               | Tauschlager                    | 22              | Lokrichthalle II                 |
| 8               | Verwaltungsgebäude             | 23              | Umspannraum                      |
| 9               | Mechanische Werkstatt/Dreherei | 24              | Ersatzstücklager                 |
| 10              | -                              | 25              | Nutzholzlager                    |
| 11              | Lokrichthalle I                | 26              | Kesselhaus/Schweißschule         |
| 12              | Werkzeuglager                  | A               | Schiebebühne 24 t / 13,5 m       |
| 13              | Rohrreinigungstrommel          | B               | Schiebebühne 175 t / 16 m        |
| 14              | Werkstofflager                 | C               | Schiebebühne 175 t / 16 m        |
| 15              | Sandstrahlreinigung            | -               | -                                |

### Industriebrache
Mit der Schließung im Jahr 1992 wurde das Aw zur Industriebrache. Erörterungen auf kommunaler Ebene, die Liegenschaften anderweitig zu nutzen, verliefen ohne Ergebnis. Bereits 1996/1997 wurde die Lokrichthalle II abgerissen. 1998 entschied der Gemeinderat Offenburgs, dass die verbliebenen Hallen für den Bau einer neuen Justizvollzugsanstalt abgerissen werden sollten. Nachdem der Standort des neuen Gefängnisses jedoch an den Flugplatz verlegt worden war, wurde offenbar, dass man seitens der Stadtverwaltung lediglich an den Flächen für gewerbliche Nutzung interessiert war, nicht aber am Erhalt der Gebäude des Aw. Im Jahr 2000 stufte das Landesdenkmalamt Baden-Württemberg die Hallen als erhaltenswertes Kulturdenkmal ein.

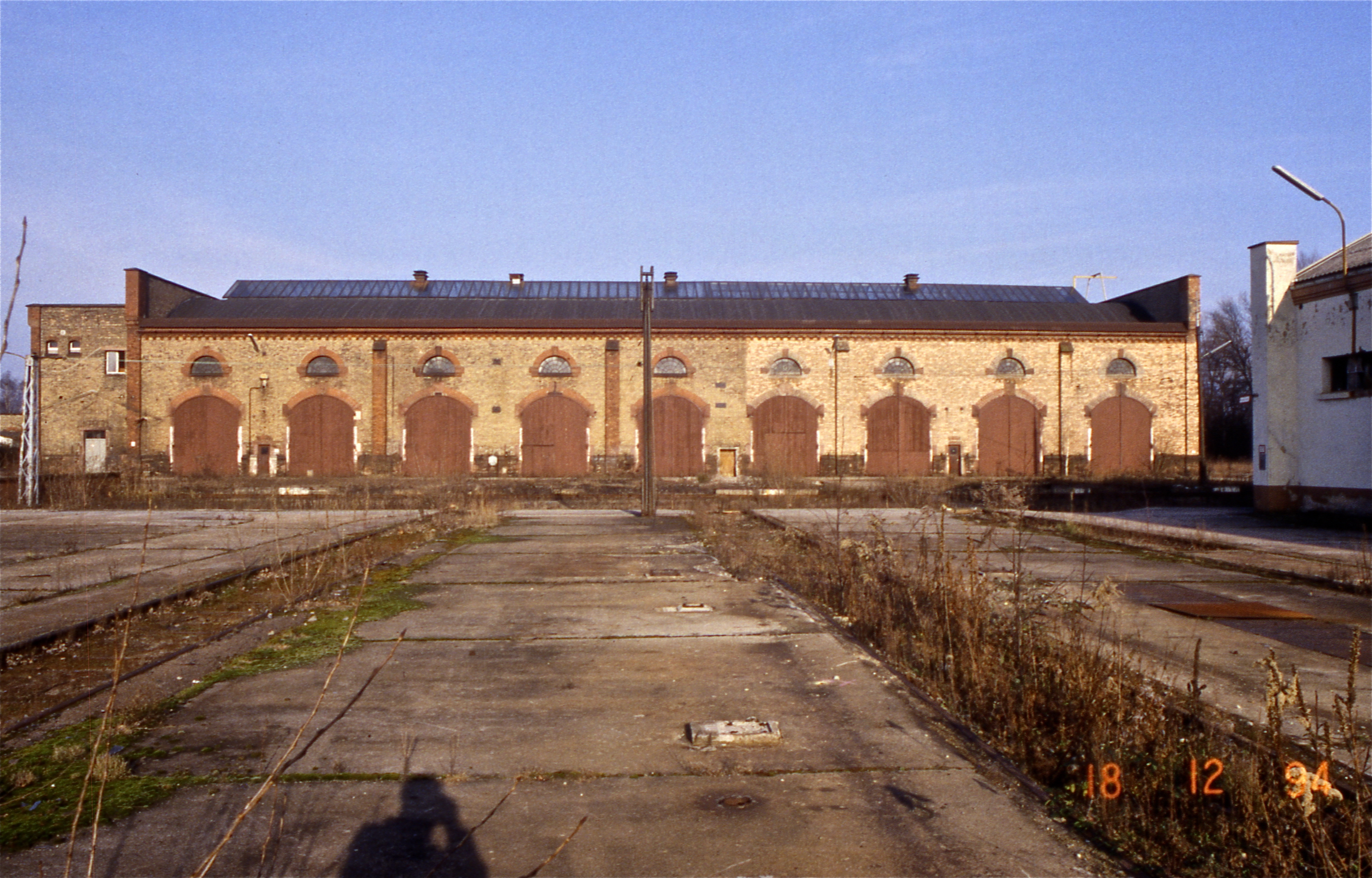
Südfassade der nördlichen Lokhalle 1994
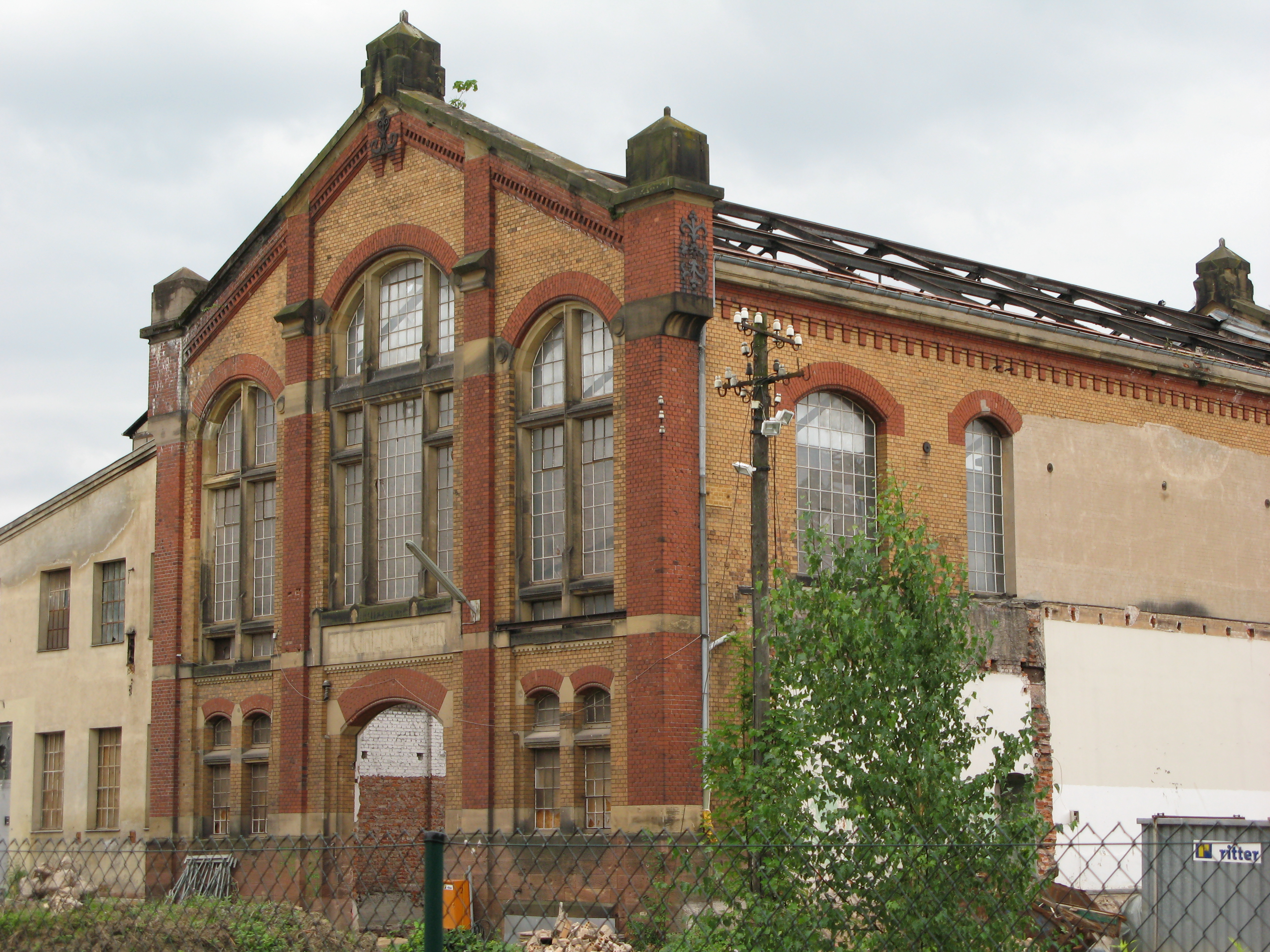
Altes Kesselhaus 2007 vor dem Beginn der Generalsanierung
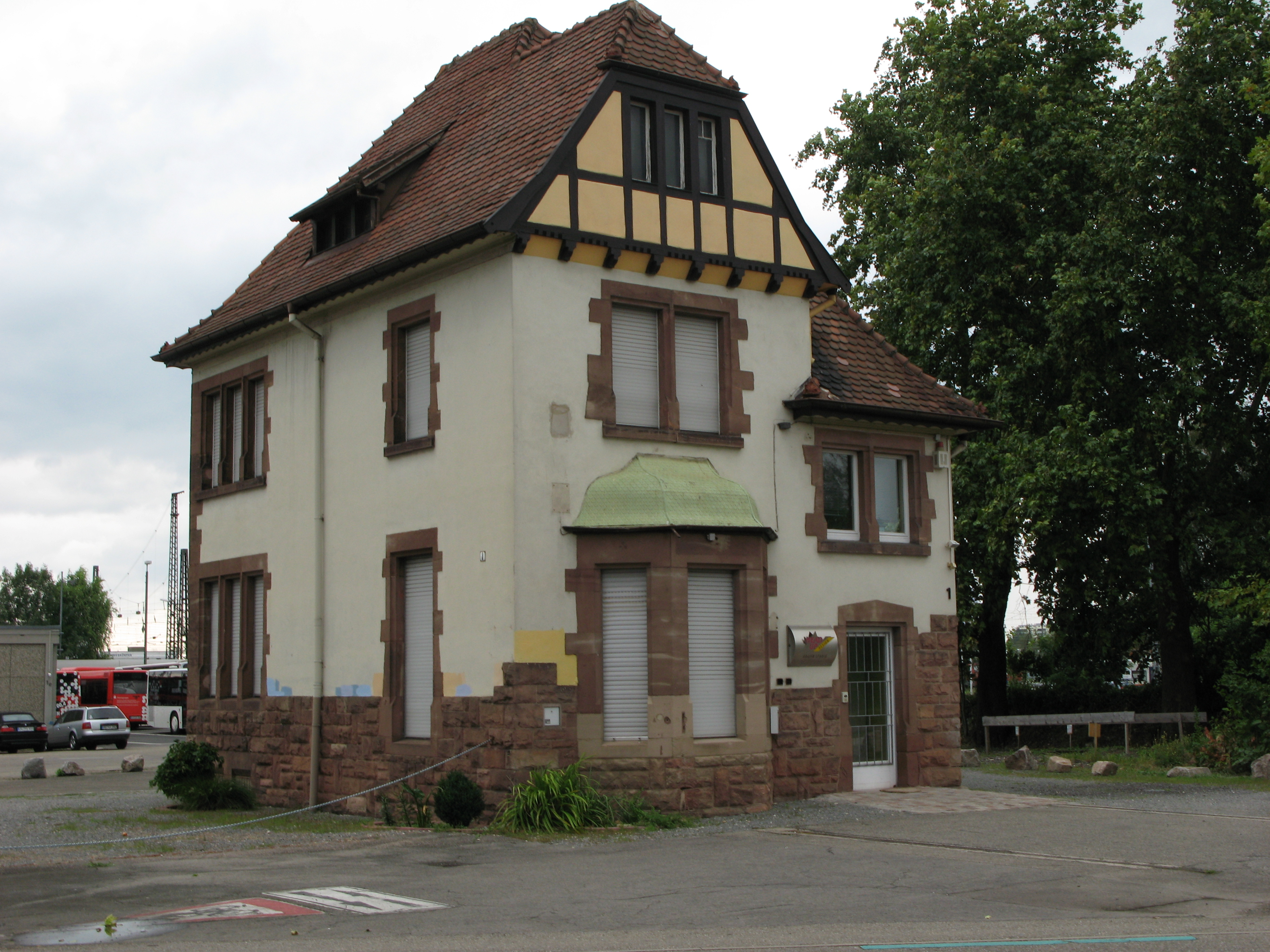
Pförtnerhaus 2007

### Brandstiftungen und Abriss
Bereits am 11. Juni 2002 kam es auf dem nunmehr größtenteils sich selbst überlassenen Gelände des denkmalgeschützten Ausbesserungswerkes zu einem Brand im ehemaligen Werkstofflager. Ein zweiter Brand in der Nacht vom 22. auf den 23. Juni 2002 zerstörte die große Tenderrichthalle. Der Brand, genährt durch dort gelagerte 35.000 Reifen, entwickelte eine solche Hitze, dass die Träger der stählernen Dachkonstruktion nicht widerstanden. Das Aw verlor durch den ebenfalls durch Brandstiftung verursachten Brand eines seiner prägenden Gebäude. In der Folge wurden die meisten Gebäude des Ausbesserungswerkes Offenburg bis 2004 fast vollständig abgerissen und die umfangreichen Gleisanlagen entfernt, so dass heute nur noch einzelne Bauten von der einst ausgedehnten Anlage künden.

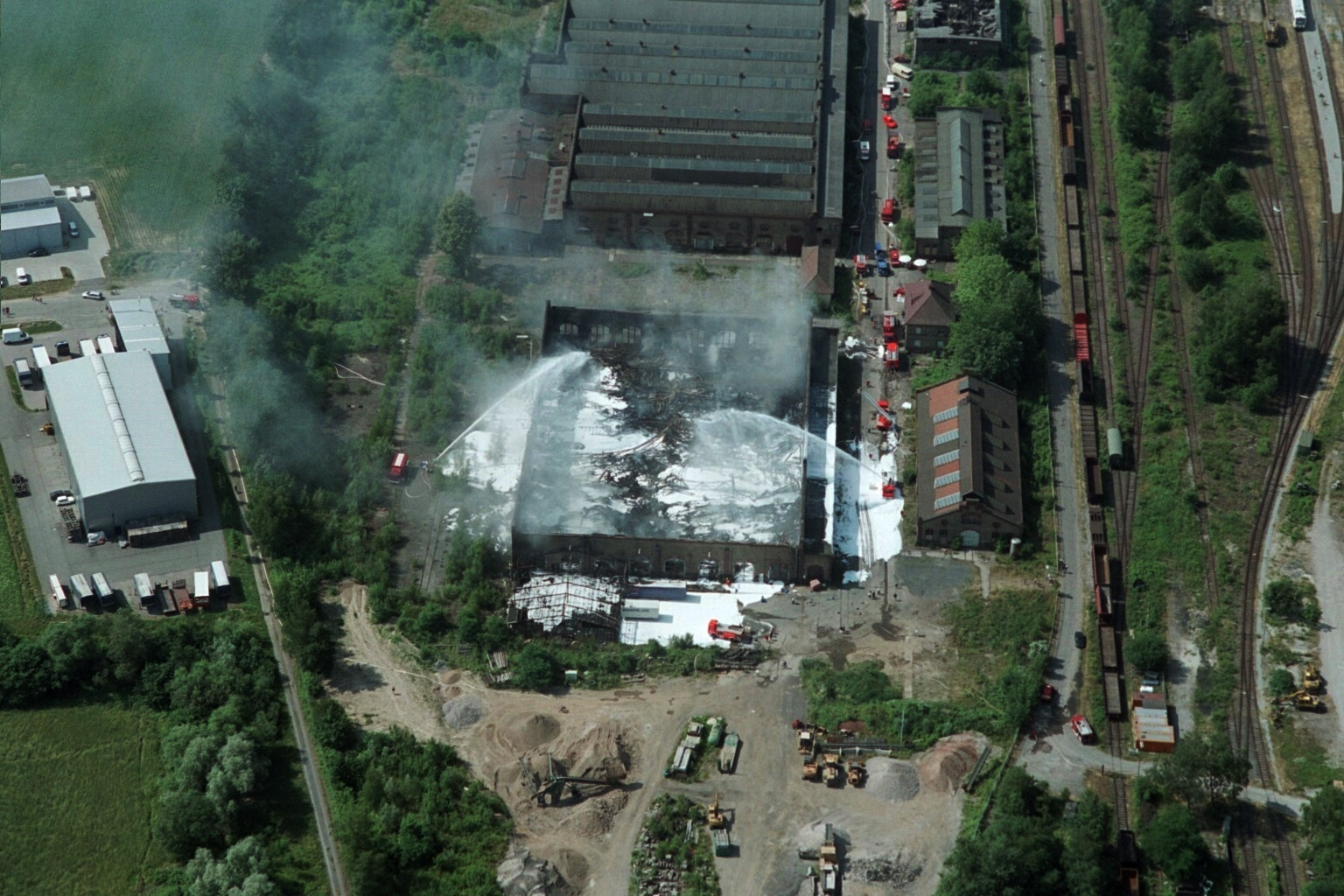
Brand der Tenderrichthalle am 23. Juni 2002 von Norden
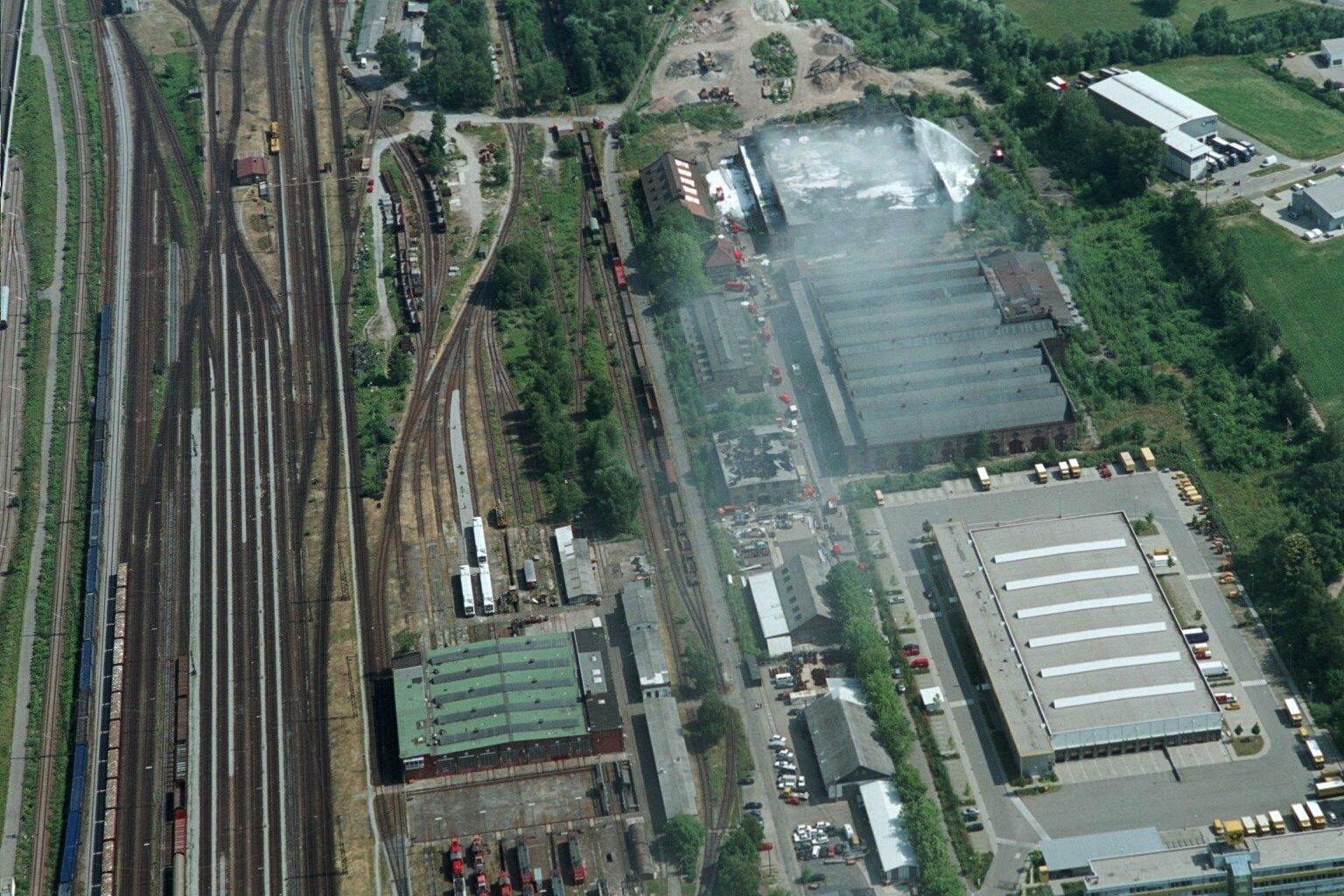
Brand der Tenderrichthalle am 23. Juni 2002 von Süden
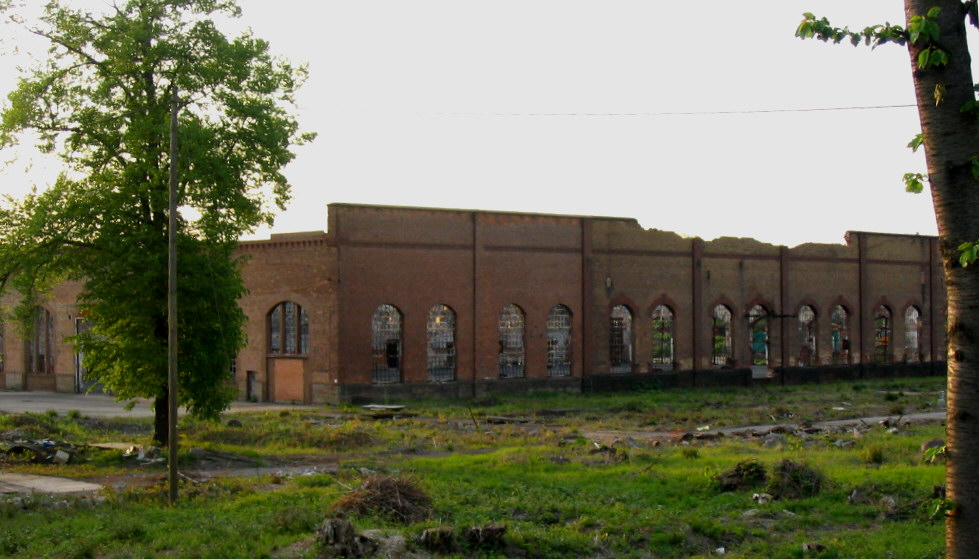
Tenderrichthalle nach dem Großbrand
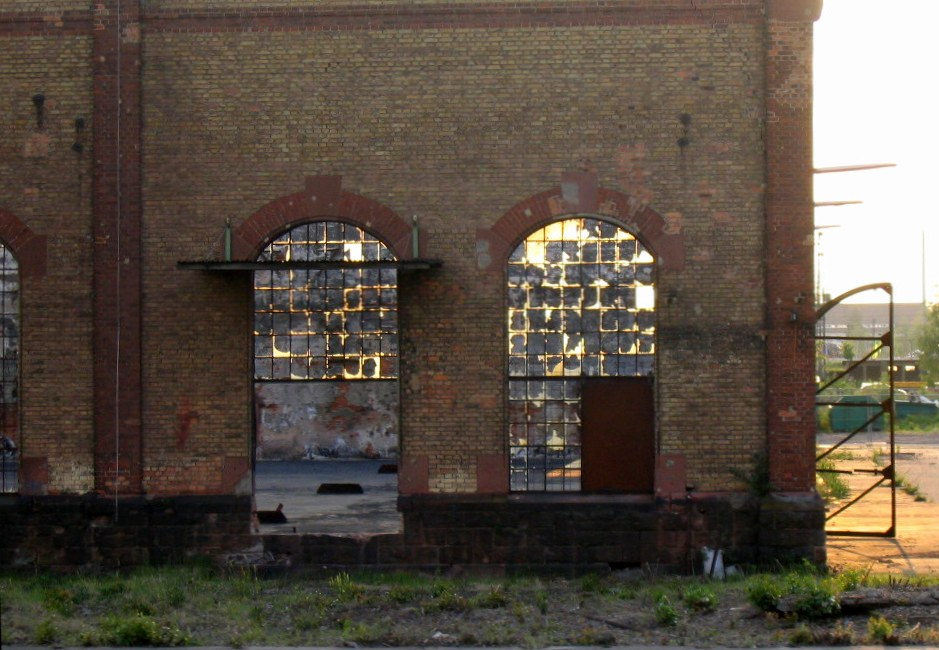
Zerstörte Fenster nach dem Großbrand

## Heutige Flächennutzung
Die Fläche wurde zu einem Industrie- und Gewerbegebiet. U.a siedelten sich unmittelbar auf dem Gelände das Briefzentrum 77 der Deutsche Post AG sowie die Firma Burda mit einer neuen Druckerei an, darüber hinaus einige kleinere Firmen, teils noch in den alten Nebengebäuden. Das Gelände unterliegt auch 2018 noch einer kontinuierlichen Fortentwicklung, so unter anderem durch die Ansiedlung der Kronenbrauerei mit dem Brauwerk Baden im Nordbereich des Geländes.
Die Firma Kesselhaus-Digitales Marketing hat ihren Sitz im alten Kesselhaus, das in sehr ansprechender Art und Weise saniert worden ist und um moderne Anbauten erweitert wurde. Das Ergebnis dieser Sanierung vermittelt einen lebhaften Eindruck vom Charakter der ursprünglich vielfach vorhandenen Gründerzeitbauten.
Die das ehemalige Aw-Gelände erschließende Straße, die in Nord-Süd-Richtung verläuft, erinnert in ihrer Namensgebung „Beim Alten Ausbesserungswerk“ an die einstmals bedeutsame Bahnanlage.